# Macrostemum ethelda
Macrostemum ethelda är en nattsländeart som först beskrevs av Banks 1939.  Macrostemum ethelda ingår i släktet Macrostemum och familjen ryssjenattsländor. Inga underarter finns listade i Catalogue of Life.